# خيال كوسه أوغلي
خيال كوسه أوغلي (من مواليد 20 ديسمبر 1992) هي ممثلة ومغنية تركية، اشتهرت بأدوارها : أسيليا في مسلسل الطبيب المعجزة و ساشا دوغان في مسلسل السجين.

## الحياة و الوظيفة
خيال كوسه أوغلي من مواليد يوم 20 ديسمبر 1992 في إسطنبول أكملت تعليمها في جامعة اسطنبول أيدن، كلية الفنون الجميلة، قسم الدراما والتمثيل. خيال كوسه أوغلي، التي التقت بالتمثيل في سن مبكرة، حصلت على أول تجربة تمثيلية لها في المسلسل الكوميدي الخيالي "روهسار" الذي تم بثه على قناة كانال دي في سن السادسة والمسلسل الناجح مهالينين مهتارلاري. ظهرت أيضًا في المسلسلات التلفزيونية: العشق الممنوع، حريم السلطان، عروس إسطنبول . كان لها دور قيادي في المسلسل الشبابي "أركاداشلار إيدير".
لعبت دور ديريا في فيلم "جرائم القتل التافهة". لقد ألقيت في المسلسل الطبي الطبيب المعجزة. اعتبارًا من عام 2022، لعبت دور ساشا في فيلم السجين على قناة فوكس تركيا قناة ناو حالياً. لعبت في سلسلة أعمال الويب كسب سيزيلر حول تجربة روزنهان.

## فيلموغرافيا

### أفلام
| السنة | العنوان             | الدور            |
| ----- | ------------------- | ---------------- |
| 2019  | سيسندي اشك فار      | دنيز             |
| 2019  | أوزجور دنيا         | دويغو            |
| 2019  | معجزة في الزنزانة 7 | البويضات البالغة |
| 2021  | بئر نفيس دحا        | افسون            |

### مسلسل تلفزيونى
| السنة                 | العنوان              | الدور            |
| --------------------- | -------------------- | ---------------- |
| 1998                  | روهسار               |                  |
| 1999                  | مهالينين مهتارلاري   | زكية             |
| 2008-2010             | العشق الممنوع        | بيلين            |
| 2011                  | حريم السلطان         | نيلوفر خاتون     |
| 2016                  | أركاداشلار إيدير     | ميرفي ألتينكوبرو |
| 2017                  | أوفاك تيفيك سينايتلر | ديريا            |
| 2017-2018             | عروس إسطنبول         | زينب جورسوي      |
| 2019-2021             | الطبيب المعجزة       | أسيليا دينجين    |
| 2021-2022             | السجين               | ساشا دوغان       |
| 2023                  | ألتين كافيس          | أهو كاراتاش      |
| 2024 إلى الوقت الحاضر | هودوتسوز سيفدا       | داملا ليتو       |

### سلسلة أعمال الويب
| السنة | العنوان | الدور        |
| ----- | ------- | ------------ |
| 2021  | بونكيس  | أوزجي        |
| 2022  | سيزيلر  | سيمجي سايجين |

## روابط خارجية
- خيال كوسه أوغلي على موقع IMDb (الإنجليزية)
- خيال كوسه أوغلي على موقع روتن توميتوز (الإنجليزية)
- خيال كوسه أوغلي على موقع قاعدة بيانات الأفلام العربية
- خيال كوسه أوغلي على موقع ألو سيني (الفرنسية)
- خيال كوسه أوغلي على موقع أول ميوزيك (الإنجليزية)
- خيال كوسه أوغلي على موقع قاعدة بيانات الفيلم (الإنجليزية)
- خيال كوسه أوغلي على موقع كينوبويسك (الروسية)